# 1083
1083 (MLXXXIII) fue un año común comenzado en domingo del calendario juliano.

## Acontecimientos
- Sancho Ramírez de Aragón conquista los castillos de Graus y Ayerbe.
- Alfonso VI de Castilla conquista Talavera de la Reina.
- Bosnia es conquistada por Duklja (reino de Doclea).
- El papa Gregorio VII es asediado en el castillo de Sant'Angelo por el emperador Enrique IV
- Víctor III sucede a Gregorio VII como papa.
- Ocho Venado ocupa el trono del ñuu mixteco de Tututepec.
- En China tiene censo de 90.000.000 habitantes.

## Nacimientos
- Ana Comnena, princesa y escritora Bizantina.